# Accident du Malabar Princess
L'accident du Malabar Princess, crash d'un Lockheed Constellation de la compagnie Air India, a lieu le 3 novembre 1950 dans le massif du Mont-Blanc, en France. Les 48 passagers et membres d'équipage sont tués.

## L'avion
L'avion est l'un des trois Lockheed L-749 Constellation livrés à Air India entre mars et juin 1948 pour la mise en place d'une liaison Bombay – Le Caire – Genève – Londres, effective à partir de juin 1948, par la volonté des deux propriétaires de la compagnie à cette date : Tata Sons Ltd d'une part et le gouvernement indien d'autre part.
Le vol inaugural est réalisé par le Malabar Princess, immatriculé VT-CQP et qui assure régulièrement la liaison avec les deux autres avions, le Rajput Princess (VT-CQR) et le Mughal Princess (VT-CQS).
L'avion est piloté par un vétéran de l'armée britannique, Alan Saint. Il est secondé par sept autres membres d'équipage. Le Malabar Princess transporte quarante marins indiens devant rallier Newcastle pour travailler sur un navire devant se rendre aux États-Unis.

## L'accident

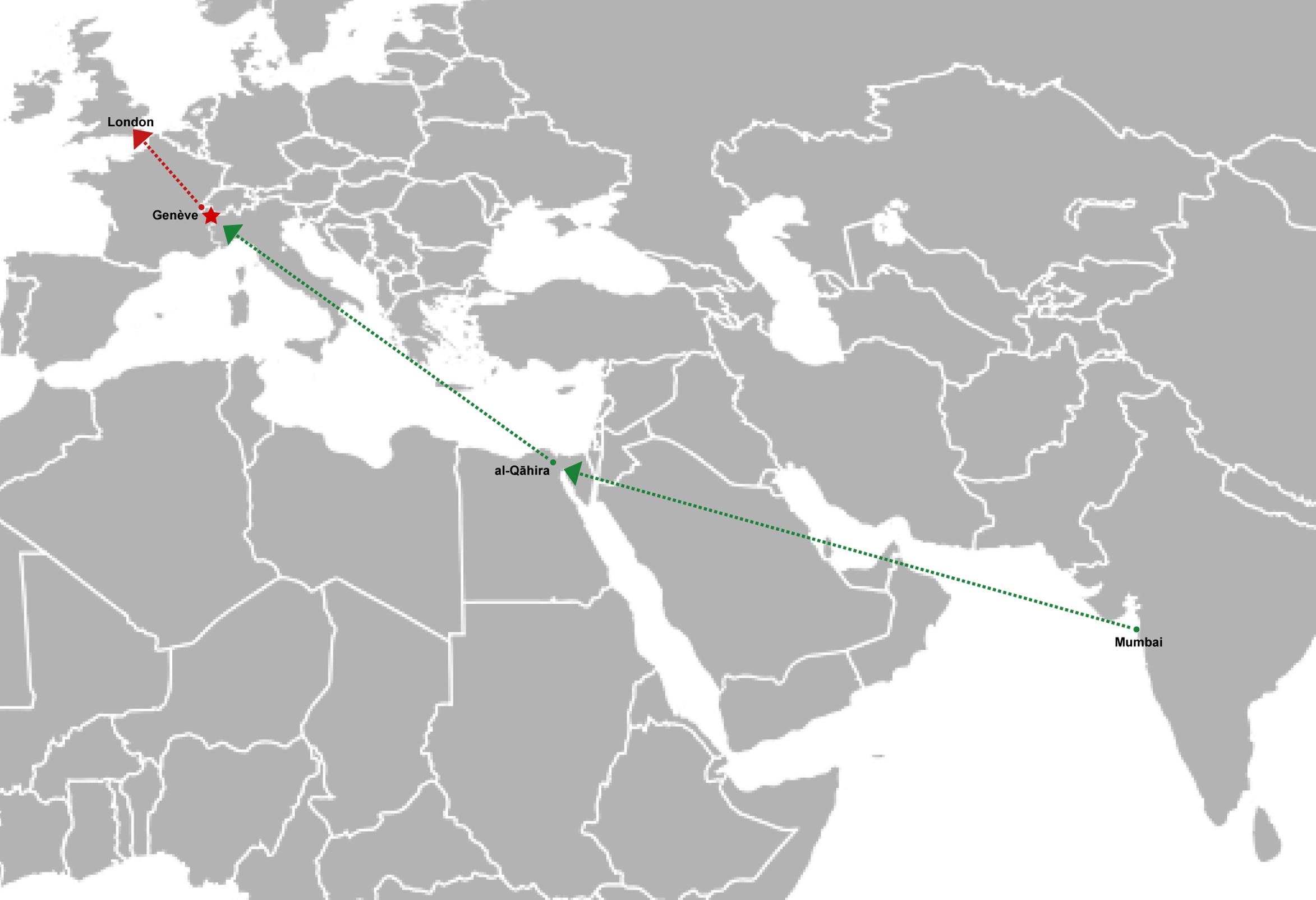
Plan du vol d'Air India 245.

L'appareil, assurant le vol Air India 245 entre Bombay et Londres et faisant escale au Caire et à Genève, s'écrase sur le glacier des Bossons. Vers 10 h 30, le Constellation a une dernière communication radio avec l'Aéroport international de Genève-Cointrin où il doit faire escale. Il s'estime alors à 25 kilomètres au nord-ouest de Grenoble, au-dessus de Voiron, à une altitude de plus de 5 000 mètres.
Le Malabar Princess s'écrase peu après à 4 677 mètres d'altitude contre le rocher de la Tournette, une épaule rocheuse du côté français du Mont Blanc.
Il s'agit à l'époque de l'accident le plus grave survenu en France, et le troisième plus grave pour ce modèle d'avion.
Les causes précises de l'accident sont inconnues mais la tempête, en dérivant fortement l'appareil, est probablement à l'origine du drame.

## Les secours

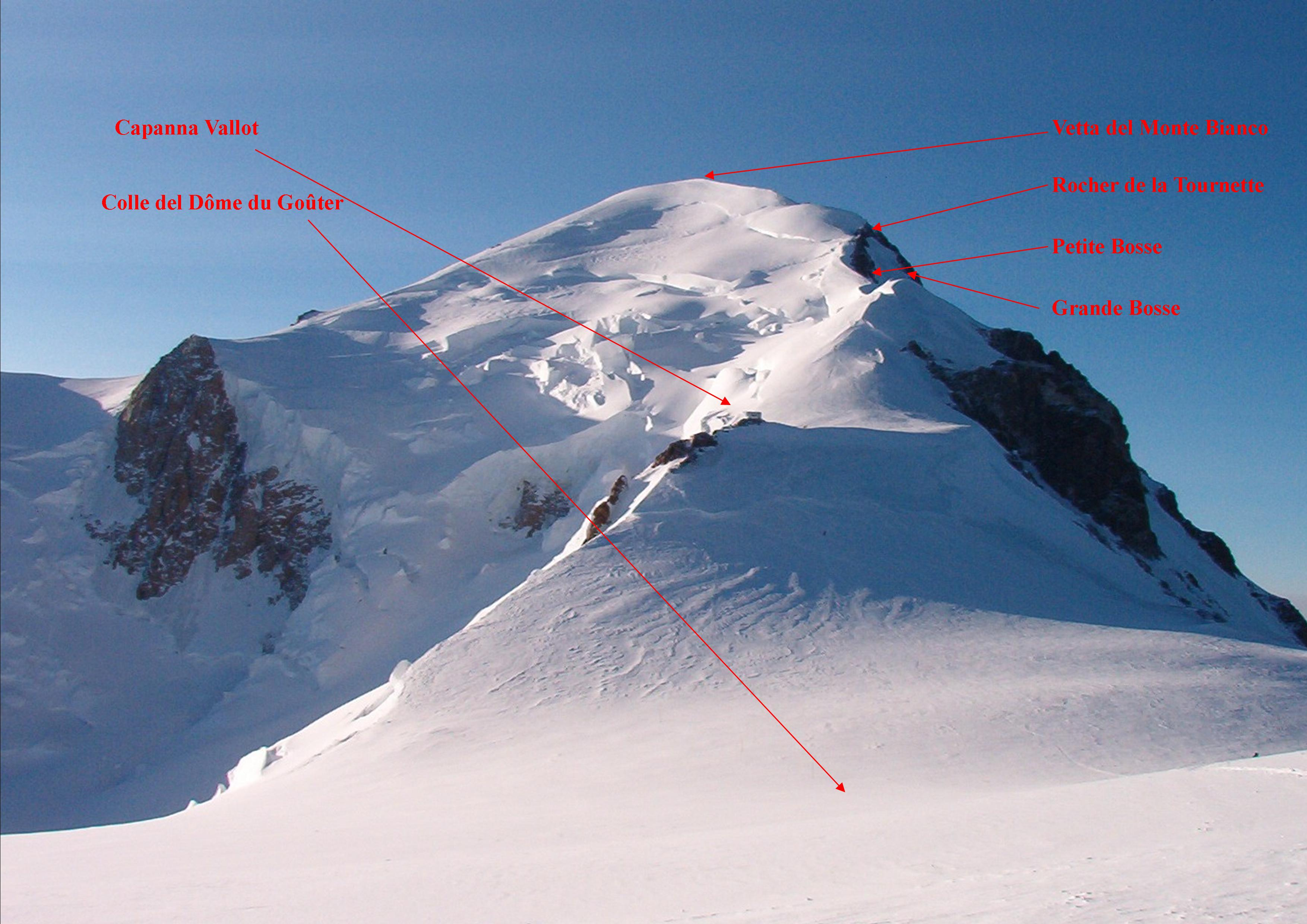
Le Rocher de la Tournette, où s'est écrasé l'avion, et les lieux à proximité.

Dans la zone de l'accident et les jours suivants, les conditions météorologiques ont été particulièrement défavorables avec des vents très forts et une visibilité très limitée. Un Dakota de la Swissair, en mission de reconnaissance, repère l'épave le dimanche suivant. Les secours suivants permettent d'identifier les restes de l'épave sur une large zone le long de l'aiguille du Goûter.
Une équipe de 25 guides de Chamonix part le 6 novembre à 9 heures pour porter secours mais doit rapidement faire demi-tour. René Payot, guide-instructeur de l'École de haute-montagne qui conduisait cette colonne de secours (où se trouvent les nommés Leroux, Monange et Vezin), après 5 heures de marche est victime d'une avalanche. Au bout de deux heures d'efforts, ses compagnons parviennent à le sortir et tentent vainement de le réanimer.
Parallèlement une équipe de six hommes de Saint-Gervais (Louis Jacquet, Louis Viallet, André Chappeland, Charles Margueron et son frère Marcel et le maréchal des logis Pugnier) part vers 13 heures. Après le refuge du Nid-d'Aigle (2 372 mètres), ils ne font, en deux heures à se relayer pour tracer au milieu de la neige, qu'une avancée de 300 mètres et doivent redescendre au refuge du Mont Lachat. Là, ils apprennent par téléphone le décès de René Payot et décident de continuer malgré les risques et le peu de chance de retrouver des survivants. Marcel Margueron doit abandonner, avec un pied gelé, il parvient à revenir au Mont Lachat. Ils rejoignent l'avion cinq jours après leur départ ; il ne subsiste aucun survivant. L'équipe de secours décrit une explosion violente avec un terrible impact sur les corps. Les cinq secouristes redescendent du courrier récupéré sur place. La préfecture avait interdit pourtant toute autre tentative de rallier l'épave.

## Suites et conséquences

### Un crash dix jours plus tard
Dix jours plus tard, le 13 novembre 1950, un autre accident se produit dans les Alpes, faisant 58 morts. Un DC4 Skymaster de la Curtis Reid heurte la montagne sur le Dévoluy à 2 790 mètres d'altitude. Des 7 membres d'équipage et des 51 passagers, dont 40 Canadiens, qui revenaient d'un pèlerinage à Rome, aucun ne survit. Malgré le rapport du chef de la colonne des secouristes, aucune modification importante de l'organisation des secours en montagne ne sera réalisée.

### L'affaire Vincendon-Henry
Six ans plus tard, en 1956, deux alpinistes, Jean Vincendon et François Henry, se retrouvent bloqués près du lieu de l'accident alors qu'ils voulaient fêter Noël sur le plus haut sommet d'Europe occidentale. Alertés rapidement, les secours hésitent à partir à leur recherche, bien qu'ils sachent que les deux hommes sont vivants. Le souvenir de la mort de René Payot a fortement marqué les esprits et une première colonne terrestre rebrousse rapidement chemin.
Les secours héliportés sont retardés par le mauvais temps ; un hélicoptère qui a pu s'approcher se couche dans la neige. Les deux hommes sont finalement abandonnés. Après ce nouveau drame, plusieurs unités de secouristes professionnels sont créées dans les mois suivants : le peloton de gendarmerie de haute montagne (PGHM) et la compagnie de la CRS Alpes.

### L'accident du vol 101
Le 24 janvier 1966, un autre vol d'Air India, le vol 101 assuré par le Boeing 707-437 « Kangchenjunga » sur la ligne Bombay – New York, via Beyrouth, Genève et Londres, s'écrase quasiment au même endroit causant la mort de ses 117 passagers et membres d'équipage, dont le physicien nucléaire indien Homi Jehangir Bhabha, en raison officiellement d'un mauvais calcul de la position de l'appareil,,.

## Restitutions par la montagne de débris liés à l'accident
En septembre 2013, un alpiniste savoyard découvre une boîte contenant des bijoux et des pierres précieuses, principalement des émeraudes et des saphirs, provenant selon toute vraisemblance d'un des deux crashs survenus sur les lieux,. Le 4 décembre 2021, ce trésor évalué à 300 000 € est partagé entre son découvreur et la ville de Chamonix.
Des débris de l'avion, des objets ayant appartenu aux passagers comme des restes humains sont restitués régulièrement par le glacier,,,.

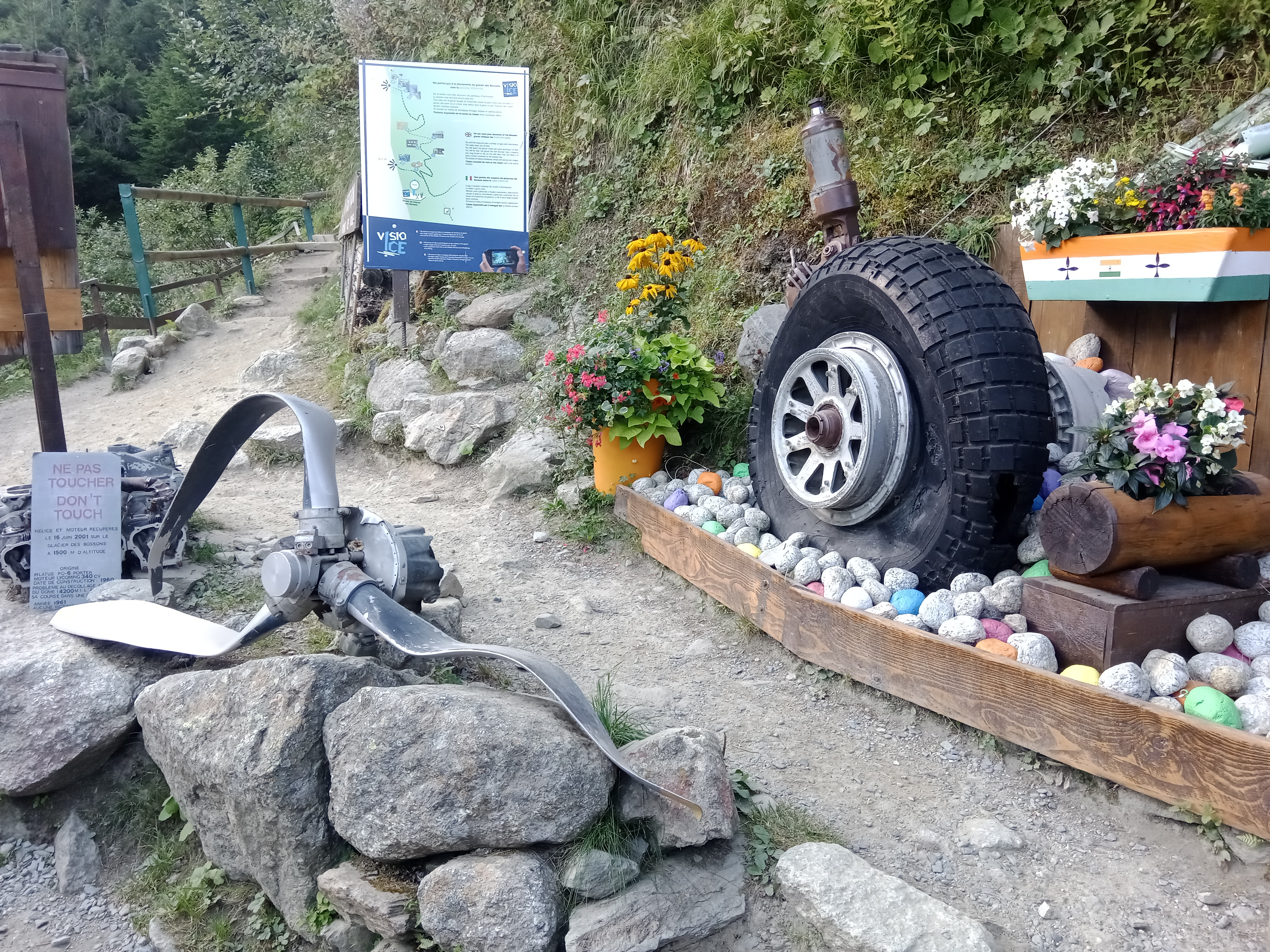
Débris de l'avion au chalet des Bossons.
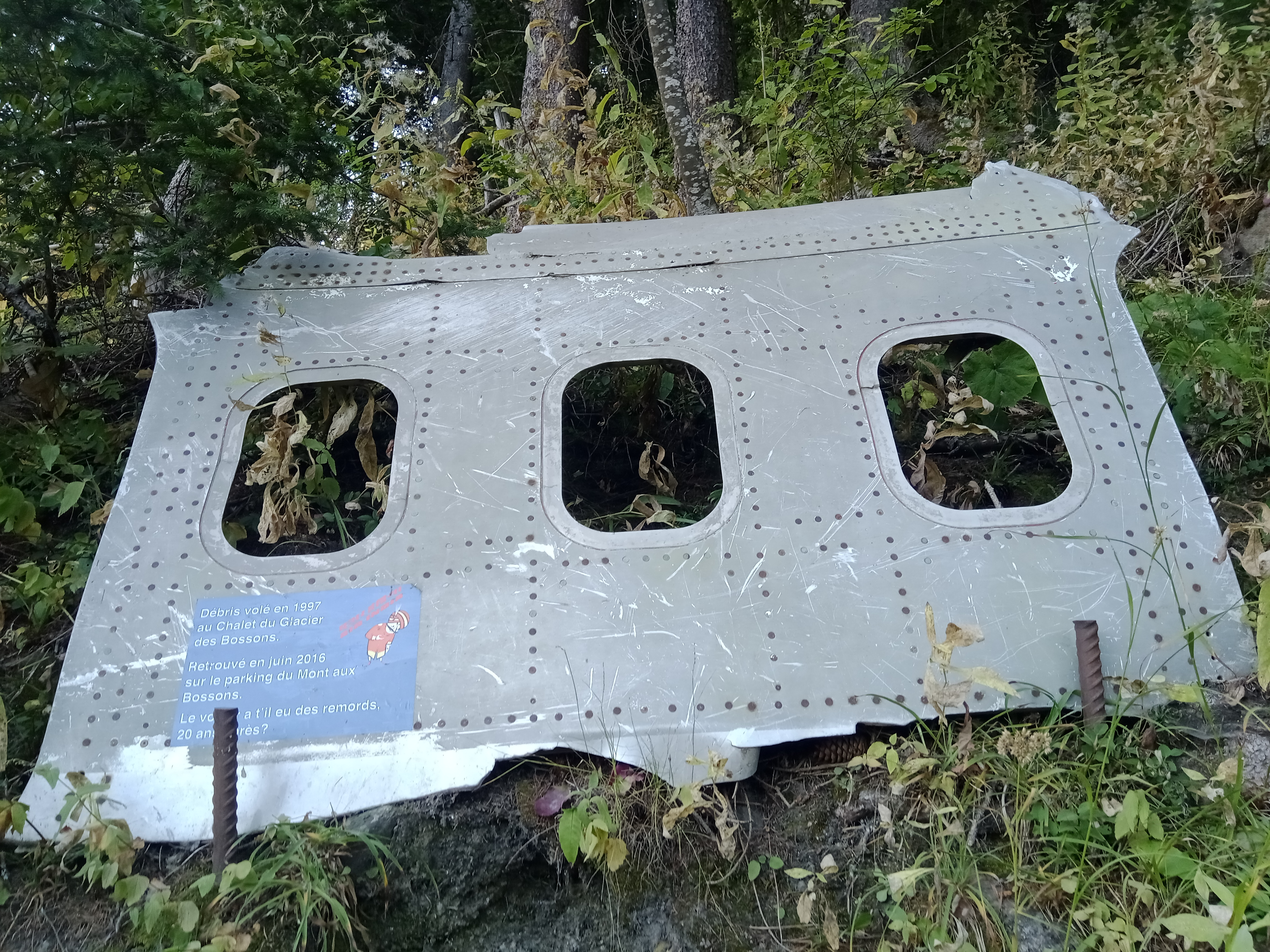
Débris de l'avion au chalet des Bossons.
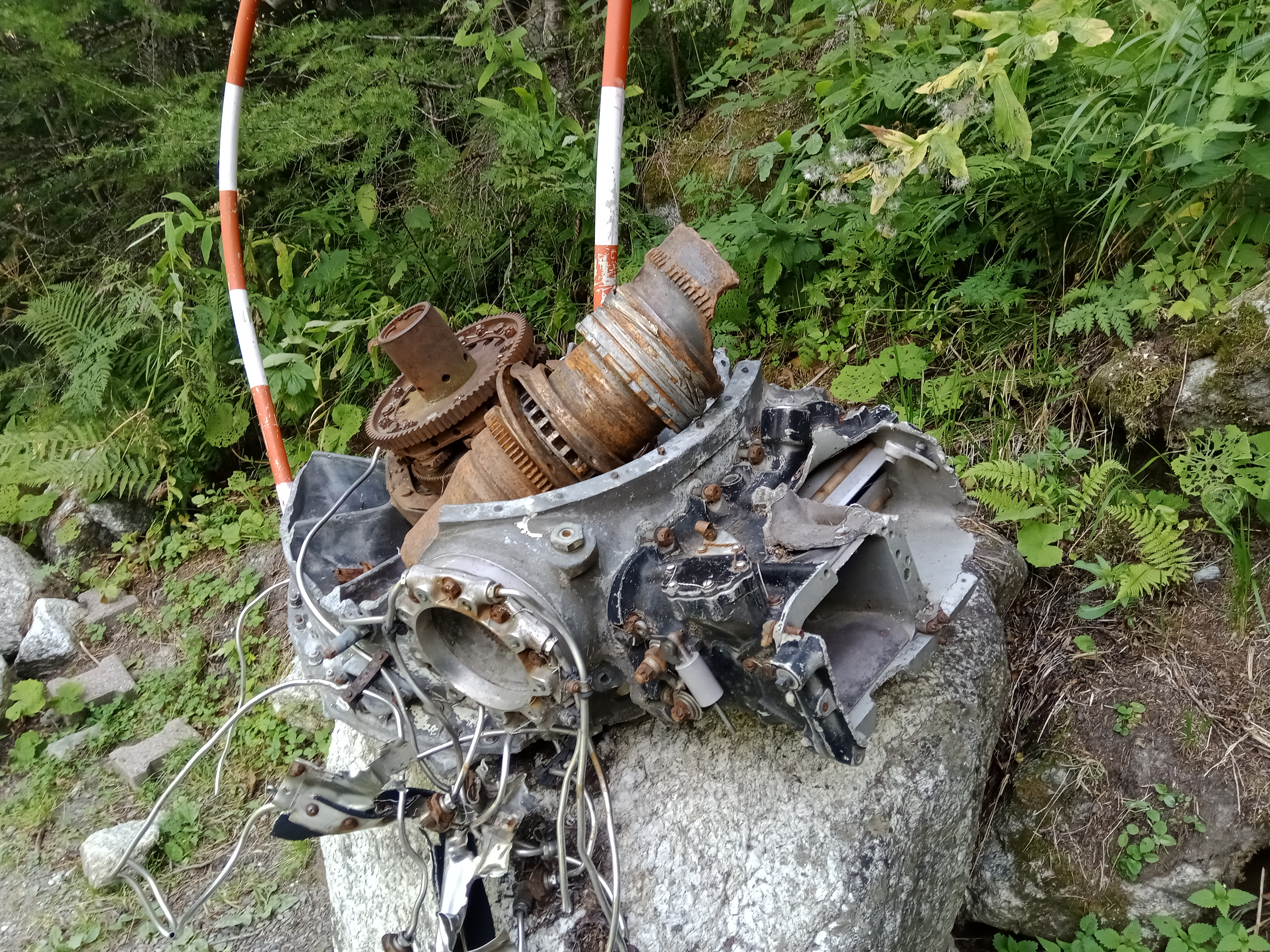
Débris de l'avion au chalet de Cerro.

## Postérité
Ces crashs nourrissent les rumeurs les plus invérifiables et les fantasmes. « Pour le Malabar-Princess, il était question d'une cargaison de lingots d'or. Pour le Kangchenjunga, à bord duquel se trouvait le professeur Homi J. Bhabha, 57 ans, père du programme nucléaire indien, d'un attentat. Et dans les deux cas, d'hôtels et de chalets luxueux construits par des pilleurs d'épaves ».

### Dans la culture populaire
L'accident a inspiré plusieurs œuvres :
- La Neige en deuil, roman de l'écrivain français Henri Troyat paru en 1952.
- La Neige en deuil, adaptation au cinéma du roman homonyme, réalisé par l'américain Edward Dmytryk et sorti en 1956.
- L'auteur de bande dessinée Hergé s'appuie sur l'accident pour établir le scénario de Tintin au Tibet, publié sous forme d'album en 1960[23].
- Crash au Mont-Blanc, les fantômes du Malabar Princess, roman de Françoise Rey paru en 1991 et directement inspiré des deux catastrophes d'Air India.
- Dans Le Fabuleux Destin d'Amélie Poulain du réalisateur français Jean-Pierre Jeunet, l'accident sert de base à l'histoire de la lettre reçue avec quarante ans de retard par la concierge de l'immeuble Madeleine Wallace.
- Malabar Princess, film français de Gilles Legrand sorti en 2004.
- Un sentiment plus fort que la peur, roman de Marc Levy paru en 2013 et inspiré des deux crash d'Air India.
- Chamonix Mont-Blanc. Crash à 4 807 mètres, bande dessinée d'Élisa Giacomotti et Geoffrey Gillespie, publiée en 2013 à l'Atelier Esope (republiée en 2019), traite des deux crash au Mont Blanc, des expéditions et enquêtes interdites, et du physicien Indien Bhabha, et du secourisme en montagne[24].
- Crashs au mont Blanc. La fin des secrets ?, livre enquête de Françoise Rey, Glénat, 2015.
- L'envol du sari de Nicole Giroud, roman paru en 2019 chez Les Escales.
- Josée de Vérité Mermoud, une artiste savoyarde, réalise des sculptures avec les débris des épaves[18] ; en 2020-2021, une exposition est créée à la mairie de Chamonix.

### Hommage

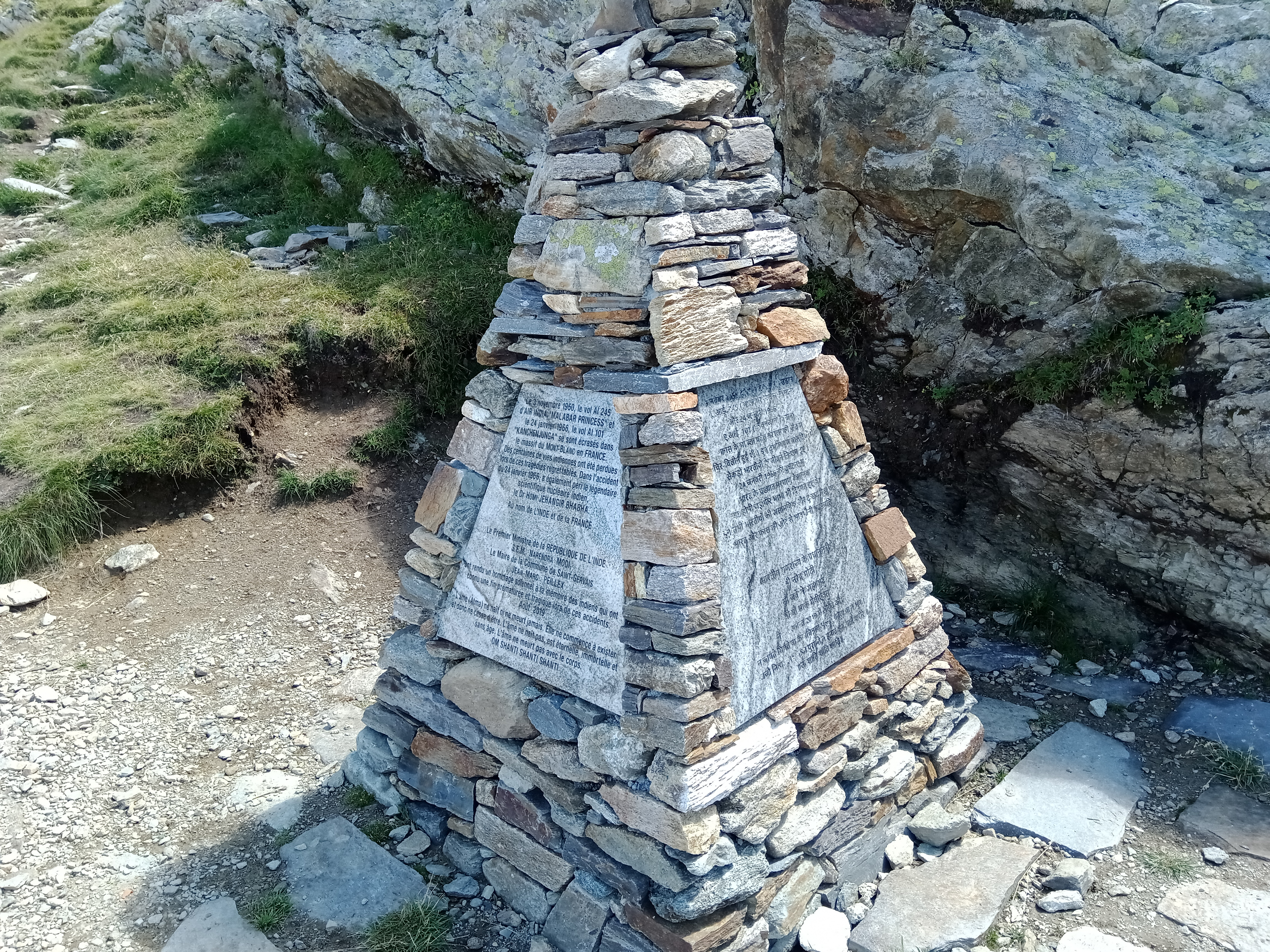
Monument au Malabar Princess et au Kanchenjunga du refuge du Nid-d'Aigle.

En 2019, un monument est érigé au refuge du Nid-d'Aigle en mémoire des victimes des deux catastrophes aériennes. Le cairn symbolique avait été présenté lors d’une cérémonie à l'UNESCO à Paris en présence de plusieurs centaines d'Indiens, dont le Premier ministre,.